# Létünk a bizonyíték
A Létünk a bizonyíték album az Ossian zenekar 2006-ban megjelent második koncert nagylemeze. A dupla audio CD, valamint az azonos című DVD videó felvétele a Petőfi Csarnokban 2005. november 5-én tartott Ossianosok IV. Nemzetközi Találkozóján készült.
A 2004-es hasonló elnevezésű Ossian fesztiválról származó bónusz koncert-felvételek két szám kivételével már az előző évi A szabadság fantomja albumon is szerepeltek extraként.
A Létünk a bizonyíték koncertlemez és videó a zenekar megalakulásának 20. évfordulója alkalmából jelent meg az akusztikus és nagyzenekari átiratokat tartalmazó A lélek hangja albummal együtt.

## Dalok

### CD 1
1. Intro – 1:21
2. A rock katonái – 4:30
3. Árnyékból a fénybe – 3:38
4. Metal-vihar – 4:02
5. Legyen miénk az Élet – 4:19
6. A remény harangjai * – 3:37
7. Hé, Rock n' Roll! * – 3:52
8. 15 perc – 3:38
9. Az igazság pillanata * – 4:18
10. Acélszív – 3:46
11. Fortuna csókja – 3:31
12. Ítéletnap – 4:47
13. A sátán képében – 2:56
14. Tűréshatár – 3:57

### CD 2
1. Rock n' Roll démon – 3:51
2. Magányos angyal – 5:10
3. Szenvedély – 3:40
4. Sörivók * – 3:06
5. Rocker vagyok – 7:34
6. Éjféli lány – 4:47
7. Élő sakkfigurák – 3:51
8. Mire megvirrad – 4:35

Bónusz koncert-felvételek:
1. Tűzkeresztség * – 3:28
2. Tűzkeresztség II * – 4:07
3. Desdemona * – 3:06
4. Létünk a bizonyíték * – 3:09
5. A pokolnál hangosabb * – 3:40
6. Nincs menekvés * – 4:19
7. Szerelmed pokla * – 4:35

(*) csak a cd változaton szerepel, az audio kazetta és dvd kiadáson nem
Bónusz videóklipek a dvd kiadáson:
- Desdemona (A féltékenység fantomja)
- 15 perc
- Hangerőmű
- A pokolnál hangosabb

## Zenekar
- Paksi Endre – ének
- Rubcsics Richárd – gitár
- Wéber Attila – gitár
- Hornyák Péter – dobok
- Erdélyi Krisztián – basszusgitár

## Külső hivatkozások
- Az Ossian együttes hivatalos honlapja